# Naděžda Krupská
Naděžda Konstantinovna Krupská (rusky Надежда Константиновна Крупская, Naděžda Konstantinovna Krupskaja; 26. února 1869, Petrohrad – 27. února 1939, Moskva) byla ruská politička a pedagožka, manželka sovětského vůdce Vladimíra Lenina.

## Život
Její otec Konstantin Ignaťjevič Krupskij (1837–1897) byl carský důstojník ze zchudlého šlechtického rodu, matka Jelizaveta Vasiljevna Tistrova (1836–1915) též pocházela ze šlechtické rodiny. Naděžda Krupská vystudovala dívčí gymnázium v Petrohradě, po smrti otce se živila vyučováním.
V roce 1894 se seznámila s Leninem a poté, co oba byli v roce 1896 uvězněni a Lenin poslán do vyhnanství, jí bylo v roce 1898 umožněno ho následovat pod podmínkou, že se za něj po příjezdu provdá. Po propuštění odcestoval Lenin z Ruska; Krupská ho v roce 1901 následovala a setrvala s ním až do jeho smrti. V dopise Bernských úřadů povolujících pobyt je její křestní jméno přeloženo jako Esperantia.
Po bolševické revoluci v roce 1917 byla sovětskou politickou pracovnicí, pedagožkou a organizátorkou sovětského školství. Krupská zpracovala otázky polytechnického vzdělání a spojení výchovy a vyučování s výrobní praxí. Při své činnosti vyvinula celý systém politik pro vzdělávání a blaho dětí, který zahrnoval vše od předškolní výchovy a zřizování mateřských škol a hřišť až po výchovu komunistické mládeže. Byla jednou ze zakladatelek sovětské pionýrské organizace a také Komsomolu - Svazu komunistů mládeže. Od roku 1898 byla členkou VKS(b). Byla také činná v mezinárodním komunistickém hnutí. Od roku 1931 byla členkou Akademie věd SSSR.
Zemřela v Moskvě.

## Dílo (české překlady)
Ve svých pracích popularizovala světový názor marxismu-leninismu a aktivně se účastnila zpracovávání Leninova teoretického dědictví.
- Můj život (Praha-Karlín, Komunistické nakladatelství, 1929)
- Vzpomínky na Lenina (Díl 1 a 2; V Praze, Odeon (Jan Fromek), 1934)
- O mladých pionýrech (Praha, Mladá fronta, 1951)
- O výchově a vyučování (Praha, Dědictví Komenského, 1951)
- O knihovnické práci (sborník statí z roku 1934; Praha, Orbis, 1954)
- Lenin jako propagandista a agitátor (Praha, SNPL, 1957)
- Lenin - redaktor a organizátor stranického tisku (Praha, SNPL, 1958)
- O komunistické výchově (články a projevy; Praha, SNPL, 1958)
- Vzpomínky na Lenina (Praha, SNPL, 1958, SNKLU 1964, Orbis 1970)
- O klubové práci (Sborník statí; Praha, Osv. ústav, 1966)
- Pedagogické dílo (Praha, SPN, 1976)
- O dětském komunistickém hnutí (výbor z pedagog. statí; autoři Naděžda Konstantinovna Krupská, Edwin Hoernle; Praha, Mladá fronta, 1979)

## Inspirace ve filmu
- Životopisný film Naděžda byl natočen v SSSR v roce 1973

## Galerie

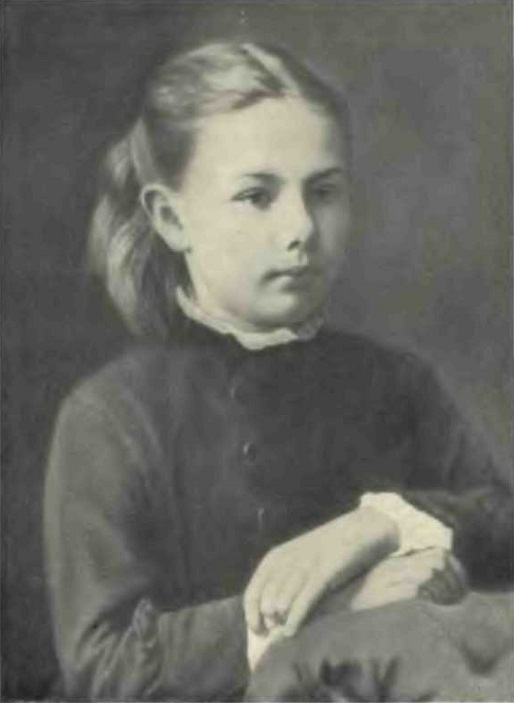
Naděžda Krupská (1879)
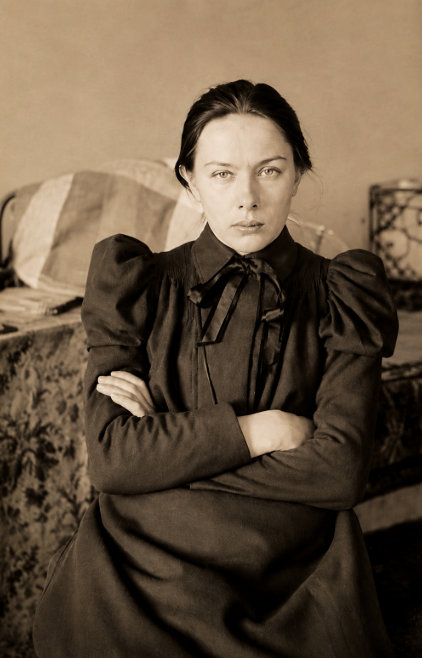
Naděžda Krupská (1890)
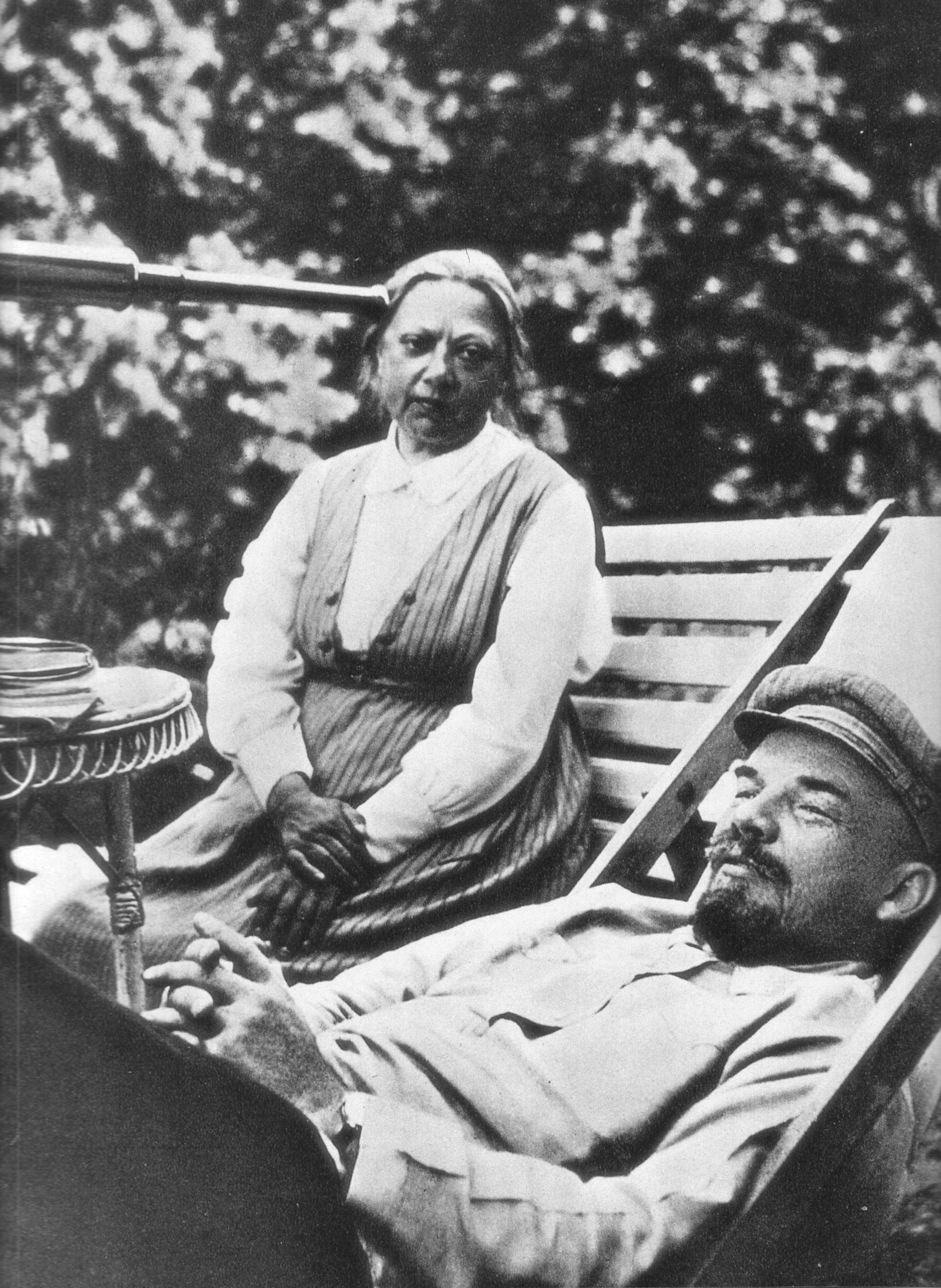
Naděžda Krupská a Lenin (1922)
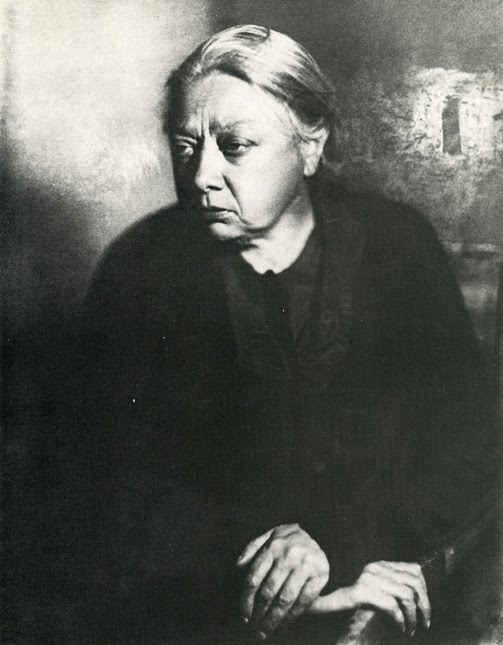
Naděžda Krupská (20. léta 20. stol.)

## Citát
| „                 | A v noci jsme s Iljičem nijak nemohli usnout, snili jsme o mohutných dělnických demonstracích, jichž se jednou zúčastníme… | “ |
| — Naděžda Krupská | |   |